# 布龍施霍芬

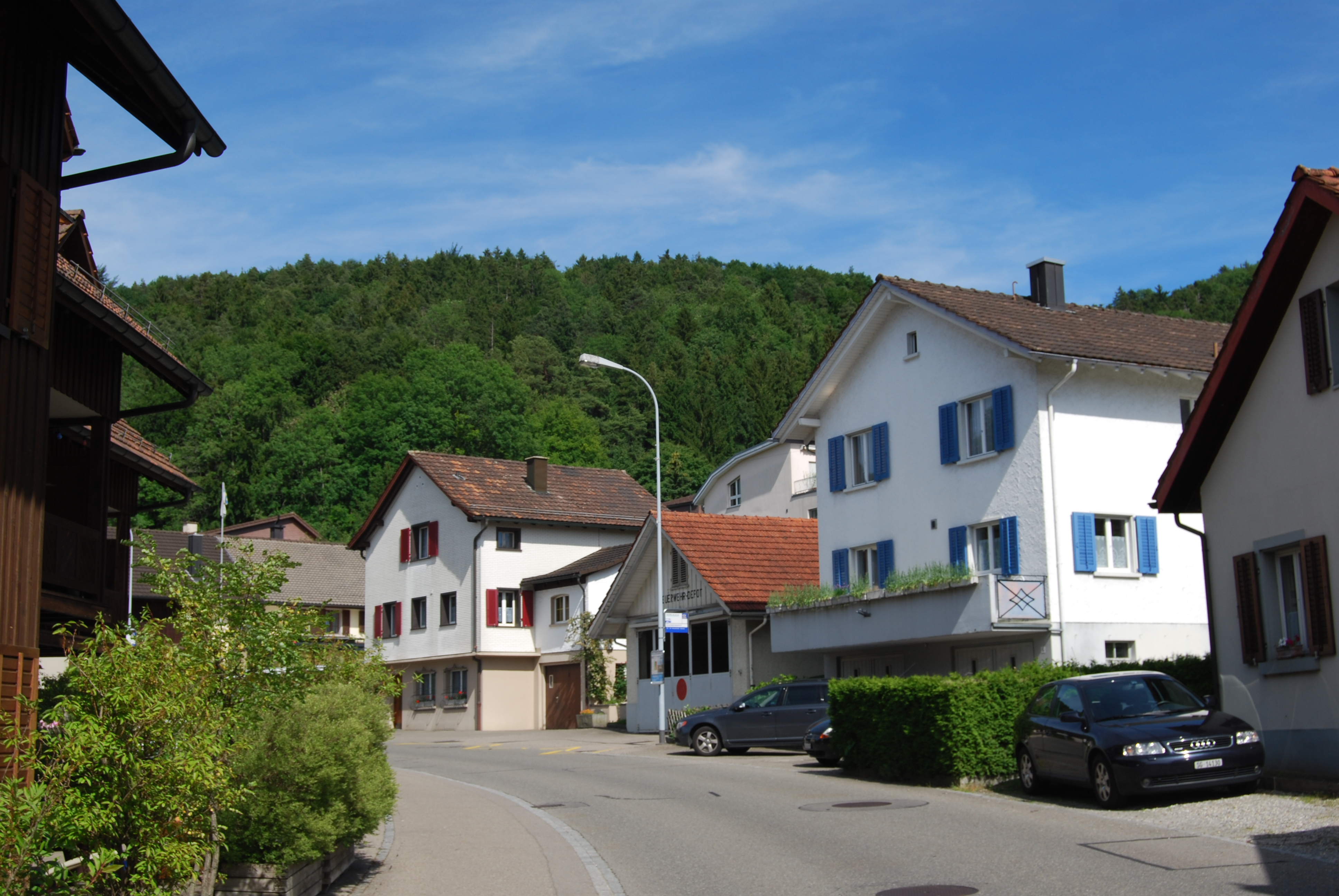

布龍施霍芬是瑞士的城鎮，位於該國東北部，由聖加侖州負責管轄，面積13.16平方公里，海拔高度562米，2011年人口4,654，五成半人口信奉羅馬天主教，人口密度每平方公里354人。

## 外部連結
- Official website （页面存档备份，存于） （德文）